# Colosseum: Road to Freedom
Colosseum: Road to Freedom (グラディエーターロードトゥフリーダム?, Guradiētā Rōdo to Furīdamu, lett. "Gladiator: Road to Freedom" in Giappone) è un ibrido tra picchiaduro e gioco di ruolo ambientato durante il regno dell'imperatore romano Commodo, e uscito nel 2005 per PlayStation 2, sviluppato dalla Ertain e pubblicato dalla Koei.

## Modalità di gioco
Il giocatore impersona uno schiavo obbligato a partecipare alle lotte tra gladiatori, dove in palio vi sono soldi che contribuiscono alla sua libertà. A tal fine, la maggioranza del gioco viene trascorsa nell'addestrare il personaggio interpretato dal giocatore e combattere nelle arene, anche perché, prima di lottare negli incontri tra gladiatori, il giocatore ha la possibilità di partecipare a una sessione di addestramento che gli permette di migliorare le sue abilità. Nel caso tuttavia il giocatore venga sconfitto in battaglia, deve obbligatoriamente spendere denaro per continuare.
La storia nel gioco è progettata per avere un alto grado di gameplay aperto. Il giocatore ha infatti la libertà di disegnare il proprio avatar a suo piacimento a seconda delle domande risposte prima di iniziare a giocare. Inoltre, a seconda delle prestazioni del giocatore, è possibile ripagare al completo il proprio debito e rimanere ancora un gladiatore a tempo libero, ma anche intraprendere uno dei vari finali presenti.

## VersioneRemix
Il 1º settembre 2005, Ertain e Koei hanno pubblicato Gladiator: Road to Freedom Remix, una versione aggiornata del gioco esclusiva in Giappone. Il gioco introduce due nuovi tipi di corporatura (germanica e partica), oltre che nuove armi, armature e abilità. Inoltre, i materiali necessari per aggiornare gli equipaggiamenti possono essere ottenuti quando si vince un incontro, e possono essere usati per migliorare la forza delle armi. Le arene possiedono anche due nuovi tipi di gladiatori, ovvero il Gladiatore Teschio e la Gladiatrice.

## Accoglienza
| Testata                          | Giudizio |
| -------------------------------- | -------- |
| Metacritic (media al 30-01-2020) | 56/100   |
| CiN Weekly                       | 60%      |
| EGM                              | 5.5/10   |
| Eurogamer                        | 4/10     |
| Famitsū                          | 31/40    |
| Game Informer                    | 7.25/10  |
| Game Revolution                  | D        |
| GamePro                          | [ 10 ]   |
| GameSpot                         | 6/10     |
| GameSpy                          | [ 12 ]   |
| GameZone                         | 6.2/10   |
| IGN                              | 6/10     |
| OPM                              | [ 14 ]   |

Il gioco ha ricevuto un'accoglienza mista stando alle recensioni aggregate sul sito web Metacritic. Famitsū lo ha votato 31 su 40.

## Sequel
Il gioco ha avuto un prequel del 2010, Gladiator Begins, e uno spin-off del 2013, Clan of Champions.